# Kolokoba
Kolokoba es una comuna o municipio del círculo de Sikasso de la región de Sikasso, en Malí. En abril de 2009 tenía una población censada de 7703 habitantes.
Se encuentra ubicada al suroeste del país, cerca del río Níger, al sureste de la capital nacional, Bamako, y cerca de la frontera con Burkina Faso y Costa de Marfil.